# 대통령 기록물
대통령 기록물은 대통령기록물 관리에 관한 법률(이하 대통령기록물법)에 따라 대통령 재임 시에 남긴 각종 기록을 뜻한다.

## 목적
국정 운영의 투명성과 책임성을 높이기 위해 기록물을 작성하도록 하고 있다. 특히 노무현 대통령은 '이전 정권들의 기록들이 제대로 남아 있지 않아서 집권 초기 곤란을 겪었다'고 말하기도 했다.

## 기록물의 삭제
2013년 10월 노무현 대통령의 정상회담록 삭제 지시가 합법이냐 불법이냐에 대한 법리공방이 진행 중이다.

### 합법론

#### 재량권설
대통령은 기록물을 적법하게 삭제하고 이관대상을 결정할 재량권이 있다는 주장이다. 민주당이 주장하고 있다.
대통령기록물의 정의에서, "기록물"이란 공공기록물 관리에 관한 법률 제3조 제2호에 따른 기록물을 말한다.(대통령기록물법2조1의2항가목) "기록물"이란 공공기관이 업무와 관련하여 생산하거나 접수한 문서·도서·대장·카드·도면·시청각물·전자문서 등 모든 형태의 기록정보 자료와 행정박물(行政博物)을 말한다.(공공기록물 관리에 관한 법률 제3조 제2호) 그런데, 공공기록물법은 "모든 기록물"을 의미하지 않고 "국가적으로 보존할 가치가 있다고 인정되는" 기록정보 자료 등 공공기록물에만 적용된다.(동법2조) 즉, 재량권이 부여되어 있다. 따라서 동법3조2호의 기록물에 대한 정의도 당연히 "보존가치가 재량권자에 의해 인정되는"이라는 조건이 붙어있는 정의로 해석하는게 합당하고, 관계부서 장관들의 실무도 그러하다.
불법론은, "대통령의 직무수행과 관련한 모든 과정 및 결과가 기록물로 생산·관리되도록 하여야 한다"는 대통령기록물법7조1항을 위반하면 14조 위반이고, 14조 위반은 30조에 따라 형사처벌된다고 주장한다. 그러나, 7조 위반을 처벌한다는 직접적 처벌조항은 없다. 따라서 하여야 한다는 의미는 (처벌규정이 없으므로) 노력하여야 한다는 의미로 해석할 수 있다. 또한, "모든 과정 및 결과"를 기록물로 남기라고 했지, "모든 문서"를 반드시 남기라고 규정하지도 않았다. 또한 모든 문서를 반드시 이관해야 하며, 그 누구도 재량권이 없다는 규정도 없다.
실제로, 이명박 대통령은 차기 대통령이 열람가능한 대통령 기록물을 0건으로 이관대상을 결정했다. 30년 비밀보존으로 정한 문서들도 대부분이 삭제되었고, 극히 일부만이 대통령기록물로 지정되었다는 취지의 보도들이 있었다. 그러나 의혹보도지, 기밀자료를 직접 열람해 누락여부를 심사해 보았다는 것은 아니다.
노무현 정부가 대통령기록물법을 제정하기 전에는, 대부분이 폐기, 은닉되었지, 차기정부에는 이관이 되지 않는 것이 원칙이었다.

#### 통치행위설
통치행위설은 민주당과 노무현 재단과 일부 검사가 주장하는 것이 보도되었다.
노무현 대통령의 정상회담록 삭제지시는 고도의 정치적 판단이 필요한 통치행위여서 사법심사가 불가능하고, 따라서 합법이라는 주장이다. 미국 등에서는 대통령의 군사, 외교에 관한 행위를 통치행위로 판례법상 인정하여, 일체 사법심사가 불가능하다. 따라서, 외교회담이 대통령의 절대적인 통치행위 영역이므로 그 녹취록을 작성하는가 작성하지 않는가, 그것을 작성했다가 삭제하는가, 작성하고 삭제는 하지 않았는데 누구에게도 이관하지 않는가 등은 모두 "외교회담"의 부속내용이므로, 대통령의 절대적 통치행위 영역이라는 주장이다.

### 불법론
불법론이 주장하는 논거는 대략 이러하다.
대통령의 직무수행과 관련한 모든 과정 및 결과가 기록물로 생산·관리되도록 하여야 한다.(대통령기록물법7조1항) 따라서, 동조항에 따르면, 청와대의 모든 기록물이 대통령기록물이며, 따라서 모두 보관되어야 한다.
누구든지 무단으로 대통령기록물을 파기·손상·은닉·멸실 또는 유출하거나 국외로 반출하여서는 아니 된다.(동법14조) 따라서, 7조1항에 따라 모든 기록이 보관되어야 하고, 하나라도 빠지면 무단파기, 무단은닉이 되어 14조 위반이라고 한다.
동법14조를 위반하면 10년 이하의 징역 또는 3천만원 이하의 벌금에 처한다.(동법30조) 따라서, 삭제지시를 한 노무현 대통령과 비서실장 문재인은 기소되어야 한다는 주장이다.
그러나 역대 대통령 누구도, "재량권이 전혀 없이" 모든 문서를 보관하여 차기 정부에 이관한 적이 없어서, 무리한 법리 주장이다. 또한 "초안"까지도 모조리 보관해서 이관해야지, 비서관이 타이핑 하다가 오타가 난 초안들도 단 한장이라도 문서파쇄기에 폐기하거나 오타난 워드 파일을 삭제하거나 수정하면 범죄이고, 별도로 새파일과 새문서를 생성해서 모두 보관, 이전야만 적법하다는 주장은, 과도한 주장이다.
불법론은 대한민국 정부의 모든 외교회담이 녹취되고 차기 정부에 이전되어야만 적법하고, 단 한 건의 차관회담의 녹취록이 누락되어도, 보고가 되지 않은 채로 청와대의 훈령이 내려갔을리는 없으므로, 대통령과 대통령 비서실장 등이 대통령기록물법 위반의 범죄자라는 주장인데, 무리한 주장이다.

## 기록물의 공개 및 해제
기록물에 대한 해제 여부는 대통령기록물법 제17조 4항에 따라, 보호기간 중에는 다음 각 호의 어느 하나에 해당하는 경우에 한하여 최소한의 범위 내에서 열람, 사본제작 및 자료제출을 허용하며, 다른 법률에 따른 자료제출의 요구 대상에 포함되지 아니한다.
1. 국회재적의원 3분의 2 이상의 찬성의결이 이루어진 경우

1. 관할 고등법원장이 해당 대통령지정기록물이 중요한 증거에 해당한다고 판단하여 발부한 영장이 제시된 경우. 다만, 관할 고등법원장은 열람, 사본제작 및 자료제출이 국가안전보장에 중대한 위험을 초래하거나 외교관계 및 국민경제의 안정을 심대하게 저해할 우려가 있다고 판단하는 경우 등에는 영장을 발부하여서는 아니 된다.

1. 대통령기록관 직원이 기록관리 업무수행상 필요에 따라 대통령기록관의 장의 사전 승인을 받은 경우

한편 전직 대통령 또는 전직 대통령이 지정한 대리인에게는 열람권이 보장되어 있으며, 열람권자는 비밀이 아닌 내용을 출판물 또는 언론매체 등을 통하여 공표할 수 있다. 이 경우 보호의 필요성이 없어졌다고 판단되면 대통령지정기록물에 대하여 위원회의 심의를 거쳐 보호조치를 해제할 수 있다(대통령기록물법 제17조 5항).

## 기록물의 분량
- 대통령기록물법 제정 이전 : 약 117만 여건[2]
  - 이승만 대통령 : 93,569건
  - 윤보선 대통령 : 9558건
  - 박정희 대통령 : 69,770건
  - 최규하 대통령 : 25000건
  - 전두환 대통령 : 65,618건
  - 노태우 대통령 : 45,346건
  - 김영삼 대통령 : 100,114건
  - 김대중 대통령 : 770,460건
  - 기타 : 34,000여 건

- 대통령기록물법 제정 이후 :[3]
  - 노무현 대통령 : 공식-750만여 건
  - 이명박 대통령 : 공식-1088만여 건(일부 48만여 건 논란 존재)[4]
  - 박근혜 대통령 : 20만4천건
  - 문재인 대통령 : 1,116만건
  - 윤석열 대통령 : 1,350만건[5]

## 관련 사건
2008년 7월 24일 국가기록원과 뉴라이트전국연합은 '대통령기록물 유출 논란'과 관련해 노무현 전 대통령과 당시 비서관ㆍ행정관 등 11명을 검찰에 고발했다. 뉴라이트는 "관련 법률에 따르면 대통령기록관은 대통령의 임기가 종료되기 전까지 대통령기록물을 중앙기록물 관리기관으로 이관해야 한다"며 "이관돼야할 825만여 건의 대통령 기록물 가운데 455만 건이 여전히 이관되지 않고 있다"고 주장했다. 이 단체는 노 전 대통령 외에도 현 대통령기록관장, 기록관리비서관실 직원, 대통령기록물 인수인계 관련자와 서버 관리업체 (주)디네드의 대표이사도 함께 고발했다.
2009년 10월 29일 서울중앙지검 첨단범죄수사1부(부장 한찬식)은 노무현 전 대통령의 기록물 유출 의혹 사건을 불기소 종결했다고 밝혔다. 검찰 관계자는 "피고발인 중 노 전 대통령은 지난 5월 서거해 공소권이 없고 구모 전 국정상황실장과 김모 전 기록관리비서관은 유출 당시 관련 직위에 있지 않아 무혐의 처분했다"고 밝혔다.

## 같이 보기
- 노무현
- 대통령기록관